# Fabian Gottlieb von Osten-Sacken
Princ Fabian Gottlieb von Osten-Sacken (rusko Фабиан Вильгельмович Остен-Сакен), ruski general baltsko-nemškega rodu, * 20. oktober 1752, † 7. september 1837.
Bil je eden izmed pomembnejših generalov, ki so se borili med Napoleonovo invazijo na Rusijo; posledično je bil njegov portret dodan v Vojaško galerijo Zimskega dvorca.
Tako je zavzel Varšavsko vojvodstvo in bil generalni guverner Pariza.

## Življenje
Rodil se je baronu Wilhelmu von Osten-Sacknu, ki je bil adjutant feldmaršala von Münnicha.
S 14 leti je pričel z vojaškim šolanjem in že leta 1767 je pričel z aktivno vojaško službo kot vodnika. Leta 1769 je sodeloval v blokadi Hotina in bil 7. septembra istega leta zaradi zaslug v bojih povišan v zastavnika ter premeščen v Našeburški mušketirski polk. Sodeloval je v bojih proti Turkom v letih 1771-82 in proti Poljakom v letih 1770-73.
Leta 1785 je bil kot stotnik premeščen v kopensko vojaško šolo in naslednje leto je bil istočasno povišan v majorja in podpolkovnika. Leta 1790 je sodeloval v bojih proti Turkom in 10. avgusta 1792 je bil povišan v polkovnika. Naslednje leto je bil premeščen v Černigovski mušketirski polk.
Leta 1794 je sodeloval v zatrtju poljskega upora. 28. septembra 1797 je bil povišan v generalmajorja in postal poveljnik Jekaterinoslavskega grenadirskega polka. 11. julija 1799 je bil povišan v generalporočnika. Leta 1799 je sodeloval v neuspeli italijansko-švicarski kampanji; v njej je bil zajet in v vojnem ujetništvu je ostal do leta 1801. Tega leta je postal poveljnik Petersburškega grenadirskega polka. V bojih proti Francozom v letih 1806-07 je poveljeval diviziji, a je bil zaradi obtožb neupoštevanja ukazov izločen iz vojaške službe.
Pet let je opravljal delo odvetnika v Sankt Peterburgu.
Leta 1812 je bil ponovno aktiviran in postal poveljnik korpusa v sestavi Šlezijske armade. 14. avgusta 1813 je bil povišan v generala pehote. Po bitki za Pariz je postal vojaški guverner Pariza, kar je opravljal med marcem in junijem 1814.
Leta 1815 je postal poveljnik 3. pehotnega korpusa in od leta 1818 je bil poveljnik 1. armade. V tem času je postal tudi državni svetnik in 8. aprila 1821 je bil povzignjen v grofa. Car Nikolaj I. Ruski ga je na dan svojega kronanja povzdignil v feldmaršala.
Po ukinitvi 1. armade leta 1835 se je upokojil.